# 佐藤紅緑
佐藤 紅緑（さとう こうろく、1874年〈明治7年〉7月6日 - 1949年〈昭和24年〉6月3日）は、日本の劇作家・小説家・俳人。本名：洽六

## 来歴

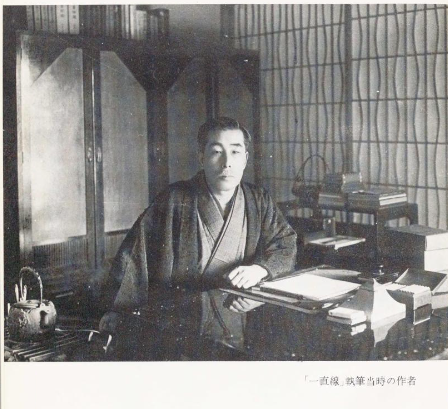
書斎で小説『一直線』を執筆中の佐藤紅緑。1930年43歳-44歳頃。小説は1931年講談社より上梓

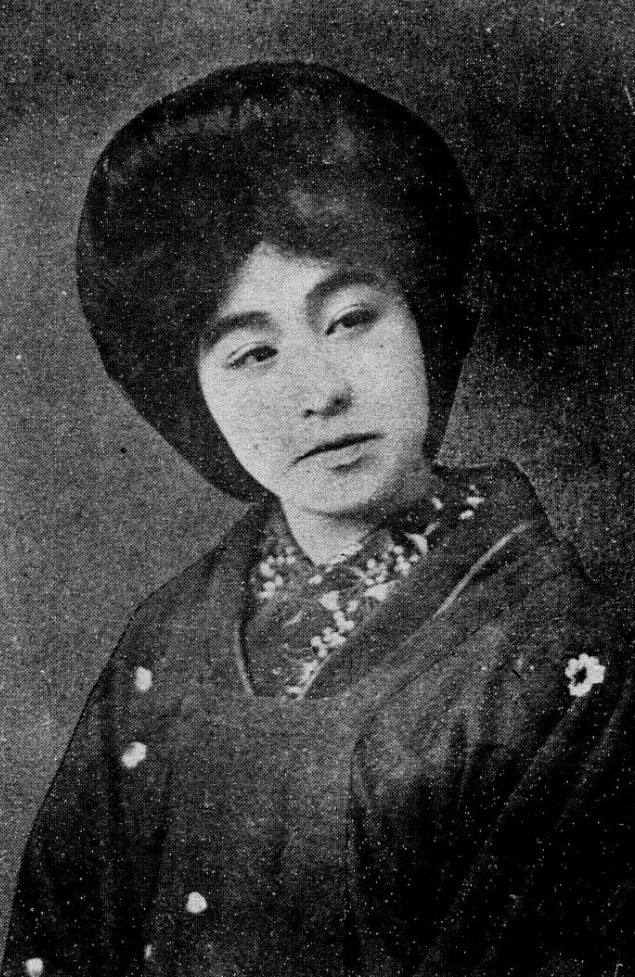
妻の三笠万里子　聚楽館の養成所女優。娘佐藤愛子はその生涯をもとに『女優万里子』を上梓

1874年（明治7年）、現在の青森県弘前市親方町に、父・弥六、母・支那（しな）の次男として出生。
父の佐藤弥六（1842年 - 1923年）は、幕末に福沢諭吉の塾（慶應義塾）で学び、帰郷して県会議員となり産業振興に尽力、また『林檎図解』『陸奥評話』『津軽のしるべ』などの著書も著し、森鷗外の作品「渋江抽斎」にも郷土史家として登場する、弘前を代表する人物だった。
1890年東奥義塾を中退、青森県尋常中学校（後の青森県立弘前中学校 現・弘前高校）に入学。1893年、遠縁に当たる陸羯南を頼って上京、翌1894年日本新聞社に入社。正岡子規の勧めで俳句を始め「紅緑」と号す。1895年脚気を患ったために帰郷、東奥日報社に入社、小説、俳句などで活躍。1896年に東北日報社、翌1897年には河北新報社の主筆となる。1900年、報知新聞社に入社し、大隈重信に重用される。記者活動の他に俳人として活躍。大デュマ、ヴィクトル・ユーゴーなどの翻訳も手がける。
1905年、記者生活を止め、俳句研究会を起こす。小説「あん火」「鴨」など自然主義風の作品により注目を浴び、1908年、創作集『榾（ほだ）』を刊行。1912年に小説『霧』、1913年に『谷底』など新聞連載小説を発表する。
一方で、1906年から1914年まで、新派の本郷座の座付作者を勤めるなど、演劇に力を注ぎ、1909年日本最初の映画会社である吉沢商会の顧問となり、1916年には劇団日本座を立ち上げた。20歳下の女優・横田シナ（後、三笠万里子と改名）を見初める。1918年、年上女房はるとの別居などを経て、1922年、万里子と結婚。1923年、映画研究のため渡欧、翌1924年東亜キネマの所長に就任する（1925年退任）。紅緑は妻・三笠万里子を女優として売り出そうとするが、「紅緑にとりいって主役の座を得た」との悪評により、成果は思わしくなかった。結局、万里子は妊娠・出産により女優を断念する。
1919年から1927年にかけて新聞雑誌に連載小説『大盗伝』（1921年）「荊の冠」（1922年）『富士に題す』（1927年）を書き、大衆小説の人気作家となる。
1925年ごろ、兵庫県武庫郡鳴尾村（現在の西宮市）甲子園の自宅を「少年倶楽部」編集長の加藤謙一が訪問して、連載小説の寄稿を依頼した。佐藤は「洟垂れ小僧向けに書けるか」と激怒し、諦めた加藤が去り際に「佐藤先生ならよい読み物を書いてもらえると思って来たのだが」と口にすると「考えてみる」と翻意、加藤の帰京後しばらく経ってから電話で連載受諾を返答した。この結果、1927年から少年小説『あゝ玉杯に花うけて』を連載し好評を博し、挿絵画家高畠華宵の寄稿拒否で低迷していた「少年倶楽部」の部数を大きく伸張させた。その後も『少年讃歌』『英雄行進曲』などを書き、同誌の黄金期を築いた。また、加藤謙一に漫画の掲載を進言し、田河水泡の『のらくろ』が生まれることになる。
「少年倶楽部」と同じ大日本雄弁会講談社（現・講談社）の雑誌「キング」などにも多くの連載小説がある。『少年連盟』はジュール・ヴェルヌ『十五少年漂流記』の翻案である。
1949年6月3日、老衰のため東京都世田谷区上馬の自宅で死去。享年75。戒名は好学院殿創文紅緑居士。

## 人物

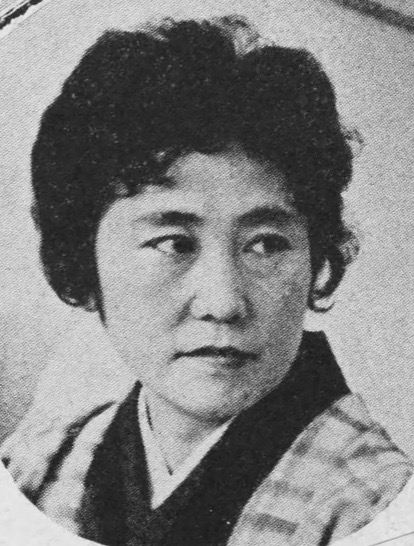
末娘｜直木賞作家佐藤愛子。長男で詩人のサトウハチローとは異母兄妹

本人の意に反して執筆することとなった少年小説の分野で昭和初期に圧倒的な支持を受け、「少年小説の第一人者」として知られる。
子に作詞家で詩人のサトウハチロー、小説家の佐藤愛子、脚本家で劇作家の大垣肇がいる。3人とも母は異なり、肇は愛人の子供であり、同居はしていない。

弟子に佐藤惣之助と、独自の日本文化論を提唱した福士幸次郎の、2人の詩人がいる。福士は紅緑の食客で、紅緑の家庭内の事件のたびにその収拾に奔走した。

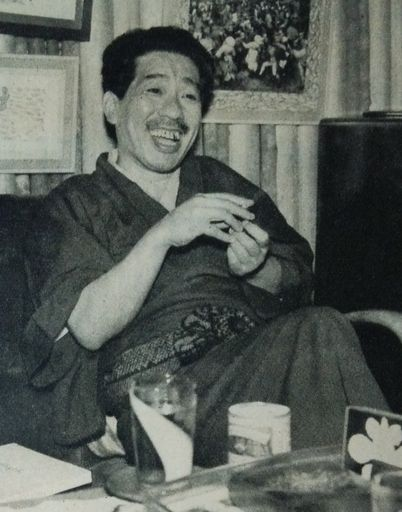
長男｜詩人サトウハチロー（本名佐藤八郎）。直木賞作家佐藤愛子とは異母兄妹

晩年の紅緑は、少年たちに理想を説く小説を書き続けたが、皮肉にも、別居していた肇以外の、長男ハチローをはじめとする4人の息子たちは、すべて道楽者の不良青少年となった。ハチローは詩人として成功したが、他の3人は、乱脈な生活を続けた破綻者となり、破滅的な死を迎えた。紅緑は生涯、彼らの借金の尻拭いをし続けた。その有様は、娘・愛子の小説『血脈』に描かれている。

## 著書
- 『従軍記者決死隊』（新声社） 1901.11
- 『滑稽俳句集』（内外出版協会ほか） 1901
- 『俳句小史』（内外出版協会） 1902.4
- 『芭蕉論稿』（金港堂書籍） 1903
- 『俳諧紅緑子』（有朋館） 1904.3
- 『蕪村俳句評釈』（大学館、俳句入門叢書） 1904.3
- 『俳句作法』（東京国民書院） 1906.1
- 『古句新註』（読売新聞社） 1906.3
- 『あん火』（服部書店） 1908.2
- 『嘘』（服部書院） 1908.4
- 『地蔵子』（服部書店） 1908.3
- 『死人』（服部書店） 1908.3
- 『榾』（服部書店） 1908.4
- 『紅緑日記』（読売新聞日就社） 1908.2
- 『桜田門外雪の曙』（大盛堂） 1910.8
- 『都俳句』（三森幹雄共編、清華堂ほか） 1910.1
- 『侠艶録』（新潮社） 1912.1
- 『礎 武士道皷吹新派浪花節』（金尾文淵堂） 1913
- 『潮』（新潮社） 1913
- 『赤い玉』（東京国民書院） 1913
- 『雲乃響』（新潮社） 1913
- 『十七の頃』（鳳鳴社） 1914
- 『嵐』（菊屋出版部） 1914
- 『紅緑脚本集』（池田喜江） 1914
- 『光の巷』（菊屋出版部） 1915
- 『鳩の家』（菊屋出版部） 1915
- 『虎公』（菊屋出版部） 1916
- 『母と子』（菊屋出版部） 1916
- 『日の出る国』（菊屋出版部） 1917
- 『桜の家』（至誠堂） 1917 - 1918
- 『孔雀草』（至誠堂書店） 1917 - 1918
- 『黄金』（玄文社） 1919
- 『春の流』（講談社） 1919
- 『夕千鳥』（樋口隆文館） 1919
- 『咲く花散る花』（樋口隆文館） 1919
- 『乳房』（ニコニコ倶楽部） 1920
- 『結婚前後』（日本評論社） 1920
- 『微笑』（玄文社） 1920
- 『何処まで』（日本評論社） 1921
- 『ワンワン物語』（博文館） 1922
- 『美しき人々』（玄文社） 1922
- 『大慈大悲』（玄文社出版部） 1922
- 『荊の冠』（毎夕社出版部） 1923
- 『大盗伝 青春篇、愛恋篇、争闘篇』（東京毎夕新聞社） 1922 - 1923
- 『楽園の扉』（大日本雄弁会） 1926
- 『幸福物語』（大日本雄弁会） 1926
- 『第一歩』（大日本雄弁会） 1927
- 『あゝ玉杯に花うけて』（大日本雄弁会講談社） 1928、のち講談社少年倶楽部文庫 1975
- 『戯曲キリスト』（新潮社） 1928
- 『東西婦人観』（大日本雄弁会講談社） 1928
- 『町の人々』（大日本雄弁会講談社） 1928
- 『桜田門外血染の雪 井伊大老と水戸浪士』（三水社出版部） 1928
- 『紅顔美談』（大日本雄辯會講談社） 1929.3
- 『毬の行方』（大日本雄辯會講談社） 1929.3
- 『少年讃歌』（大日本雄弁会講談社） 1930、のち少年倶楽部文庫 1975
- 『朝の雲雀』（大日本雄弁会講談社） 1930
- 『麗人』（新潮社） 1930
- 『富士に題す』（大日本雄弁会講談社） 1930
- 『野に叫ぶもの』（新潮社） 1931
- 『一直線』（講談社） 1931
- 『夾竹桃の花咲けば』（大日本雄弁会講談社） 1931
- 『新たに芽ぐむもの』（新潮社） 1932
- 『麗はしき母』（大日本雄弁会講談社） 1933
- 『少年聯盟』（大日本雄辯會講談社） 1933.3、のち少年倶楽部文庫 1976

ジュール・ヴェルヌ『十五少年漂流記』の翻案
- 『英雄行進曲』（大日本雄弁会講談社） 1935
- 『絹の泥靴』（新潮社、昭和長篇小説全集11） 1935
- 『あの山越えて』（大日本雄辯會講談社） 1936.5
- 『英雄行進曲 出世篇』（大日本雄辯會講談社） 1936.12
- 『手に手をとつて』（大日本雄辯會講談社） 1937.7
- 『黒將軍快々譚』（大日本雄辯會講談社） 1938.2、のち少年倶楽部文庫 1976
- 『街の太陽』（講談社） 1939
- 『美しき港』（大日本雄弁会講談社） 1939
- 『花咲く丘へ』（大日本雄辯會講談社） 1939.1
- 『滿潮』（大日本雄辯會講談社） 1940.5
- 『英雄群像』（博文館） 1942
- 『朝日の如く』（大衆文芸社） 1942.11
- 『花紅柳緑』（六人社） 1943
- 『緑の天使』（ポプラ社） 1948
- 『少年行進曲』（まひる書房、少年少女文庫撰） 1948
- 『節操の境界線』（東方社） 1948
- 『紅緑句集』（大日本雄弁会講談社） 1950
- 『十五少年漂流記』（ジュール・ヴェルヌ、ポプラ社） 1950

### 没後刊行
- 「佐藤紅緑全集」全2巻（講談社） 1967
- 『夾竹桃の花咲けば』（田中良挿画、国書刊行会） 1984
- 『あゝ玉杯に花うけて』（斎藤五百枝挿画、国書刊行会、熱血少年文学館） 1985
- 『少年小説大系第16巻 佐藤紅緑集』（紀田順一郎, 根本正義編 、三一書房） 1992.12
- 『ああ玉杯に花うけて / 少年賛歌』（講談社文庫、大衆文学館） 1997
- 「佐藤紅緑全集」全18巻（日本図書センター） 2000 - 復刻版
- 『明治翻訳文学全集 翻訳家編18 森皚峰・佐藤紅緑集』（大空社） 2003.7
- 『ああ玉杯に花うけて 少年倶楽部名作選』（講談社文芸文庫） 2014
- 『毒盃』（町田久次校訂、論創社） 2017 - 未刊行作品

## 佐藤紅緑を演じた俳優
- 加藤武（『叱られ人生』、NHK少年ドラマシリーズ、1977年）
- 岡本健一（『明治・青春グラフィティ 獅子が吼える』、東北放送、1997年4月12日）
- 緒形拳（『血脈』、テレビ東京、2003年）
- 原田芳雄（『ハチロー〜母の詩、父の詩〜』、NHK、2005年1月 - 3月）
- 薬師寺順（『坂の上の雲』、NHK、2009年11月29日 - 2011年12月25日）